# Dasyatis navarrae
Espèce
Statut de conservation UICN

 DD  : Données insuffisantes
Dasyatis navarrae est une espèce de raie.